# Notfilm
Notfilm es una película documental estrenada en 2015 y dirigida por Ross Lipman, trata la producción de la única película del dramaturgo Samuel Beckett.  Film, un cortometraje experimental de 20 minutos protagonizado por la estrella del cine mudo Buster Keaton.
Mientras realizaba una investigación preliminar para restaurar la película, el cineasta y restaurador Ross Lipman visitó el departamento del fundador de Grove Press y productor de cine, Barney Rosset, aquí Lipman encontraría diversos carretes de película y audio que contenían escenas descartadas de la producción de Beckett de 1965, incluido un prólogo que se consideraba como perdido desde hacía un largo tiempo. 
Notfilm reconstruye este prólogo e integra un inusual audio, de la voz del dramaturgo, grabado subrepticiamente por Rosset, en un autodenominado «ensayo de cine» que analiza el fundamento filosófico de film, como expresión del propio desagrado de Samuel Beckett por el ojo público. 

## Sinopsis
Es a la vez un documental tradicional sobre la realización del corto y una exploración ensayística de las implicaciones filosóficas de la obra, narra las circunstancias que condujeron a su producción, el proceso de esta y su recepción crítica. La narración de Ross Lipman describe los fundamentos filosóficos del film como una refutación de la premisa del filósofo irlandés George Berkeley de que «ser es ser percibido». El audio furtivamente grabado por Rosset conduce a un análisis del propio desagrado de Beckett por ser filmado y fotografiado.

## Recepción crítica
La obra se estrena en octubre de 2015 en el Festival de Cine de Londres BFI,  Notfilm se proyectó en varios otros festivales, entre ellos CPH:DOX, el Festival Internacional de Cine de Róterdam, el Festival de Cine de Dublín, Film Comment Selects, el Festival Internacional de Cine de Hong Kong  y Docs Against Gravity. 
Fue nombrada en múltiples listas de lo mejor del año, incluida la de Nicole Brenez publicada en Artforum,  en The New Republic  y en Paste. 
Notfilm fue reseñado en Los Angeles Times, Film Comment, The New Yorker, The Village Voice y Slate.  En su reseña para The New York Times, AO Scott escribió: «Notfilm encuentra una dimensión hasta ahora inexplorada de la experiencia humana y cinematográfica».